# Carex muliensis
Carex muliensis là một loài thực vật có hoa trong họ Cói. Loài này được Hand.-Mazz. mô tả khoa học đầu tiên năm 1936.